# Статкевич Микола Вікторович
Микола Вікторович Статкевич (біл. Мікала́й (Міко́ла) Ві́ктаравіч Статке́віч, Mikałáj (Mikóła) Víktaravič Statkiévič; 12 серпня 1956; народився в містечку Лядна, Случького району, Мінської області, Білорусь) — лідер Білоруської соціал-демократичної партії (Народна Громада). Один із засновників громадського об'єднання «Білоруське об'єднання військових». Кандидат технічних наук, підполковник запасу.

## Життєпис
Народився в сім'ї вчителів. В 1978 році закінчив Мінське вище інженерне зенітне ракетне училище ППО. В 1978—1982 роках служив в війську у Мурманській області. Там вступив в КПРС, з якої вийшов в 1991 році на знак протесту проти розгону демонстрантів в Вільно. В 1982 році поступив в ад'юнктуру Мінського вищого інженерного зенітно-ракетного училища. В 1993 його звільнили з білоруського війська за місяць до захисту докторської дисертації, за виступ проти Домовленості про колективну безпеку з Вірменією і Таджикистаном, де тривала війна. Внаслідок розголосу Верховна Рада Республіки Білорусь ухвалила домовленість з умовою не посилати білоруські війська у місця воєнних дій.

Микола Статкевич, 1998

В 1995 році обраний головою БСДГ на зміну Олега Турсова. після об'єднання з Соціал-демократичною партією Народної Згоди і створення Білоруської соціал-демократичної партії (Народна Громада) став головою БСДП (НГ).
З 2003 року — лідер «Європейської коаліції».
31 травня 2005 року разом з Павлом Северинцем був засуджений до трьох років примусової праці за організацію протесту супроти фальсифікації результатів виборів до парламенту. В 2006 році міжнародна організація «Amnesty International» визнала Миколая Статкевича в'язнем сумління. У липні 2007 року звільнений по амністії.
В 2009 році конгрес «Європейської коаліції» висунув Миколая Статкевича як кандидата в президенти. В 2010 році зареєстрований кандидатом на вибори президента Білорусі.
26 травня 2011 року засуджений до шести років позбавлення волі в колонії посиленого режиму. 22 серпня 2015 року Микола Статкевич був помилуваний і випущений на свободу.

## Ув'язнення
У Гомелі 14 грудня 2021 року було оголошено вирок шести політв'язням, яким інкримінували організацію «масових заворушень» у Білорусі під час підготовки та проведення президентських виборів у 2020 році. За рішенням суду, Микола Статкевич отримав 14 років позбавлення волі посиленого режиму. 
За п'ять місяців 2023 року на Миколу Статкевича 9 разів накладали покарання. Його декілька разів відправляли до ШІЗО, позбавляли права на тривалі та короткі побачення, позбавляли можливості отримати посилку. За даними правозахисників проти нього можуть порушити нову кримінальну справу за "злісну непокору вимогам адміністрації виправної колонії". 
14 грудня 2023 року Європейський парламент прийняв резоюцію у якій зазначається :"Парламент вимагає негайного та беззастережного звільнення Миколи Статкевича та всіх 1500 політв'язнів Білорусі. Статкевич, екс-кандидат у президенти та лауреат премії Сахарова 2020 року, відбуває 14 років ув'язнення за політично мотивованими звинуваченнями. Його стан здоров'я погіршується через одиночну камеру». 

## Нагороди
- Три медалі збройних сил СРСР.
- Премія імені Віллі Брандта[8]
- Премія імені Юрія Захаренко[9]
- Премія імені Сахарова (2020)[10]